# Bumthang Chhu
Bumthang Chhu är ett vattendrag i Bhutan. Det ligger i den centrala delen av landet. Bumthang Chhu mynnar i Mangde Chhu.
I omgivningarna runt Bumthang Chhu växer i huvudsak städsegrön lövskog.